# 君がいたから (Crystal Kayの曲)
『君がいたから』は、Crystal Kayの30枚目のシングル。2015年6月3日にユニバーサルミュージックよりリリースされた。

## 概要
前作より3年ぶり、所属事務所をLDH JAPANに移籍した後初のシングル。表題曲は日本テレビ系ドラマ『ワイルド・ヒーローズ』の主題歌に起用された。。
カップリング曲の「THE LIGHT」はサムスン「Galaxy S6 / S6 edge」のCMソング

### 仕様
「通常盤」「初回盤」の2形態で発売。初回盤には「君がいたから」のミュージックビデオとそのメイキングが収録されている。

## チャート成績
- 2015年6月3日付のオリコン週間ランキングで週間27位にランクインした[4]。

## ミュージック・ビデオ
2015年5月13日に公開。監督は久保茂昭。佐藤大樹が主演している

## 収録曲
1. 君がいたから
2. THE LIGHT
3. My Heart Beat
4. Monologue
5. 君がいたから(Instrumental)
6. THE LIGHT(tofubeats Remix)(Bonus Track)